# Antoni Gaudí
Antoni Plàcid Guillem Gaudí i Cornet (ur. 25 czerwca 1852 w Reus, zm. 10 czerwca 1926 w Barcelonie) – kataloński (hiszpański) architekt i inżynier secesyjny słynący z wyjątkowych projektów, tercjarz franciszkański, Czcigodny Sługa Boży Kościoła katolickiego.

## Życiorys
Urodził się w Reus koło Tarragony (Katalonia). Pochodził z wielodzietnej rodziny kotlarskiej. Jego pełne imię i nazwisko brzmi Antoni Plàcid Guillem Gaudí i Cornet, jednak szerzej znany jest krócej jako Antonio Gaudí (z hiszpańską wersją imienia) lub po prostu Gaudí.
W dzieciństwie był chorowity (reumatyzm), przez co rzadko opuszczał dom. Przypuszcza się, że w tym okresie wyrobił sobie niespotykaną wyobraźnię, co pozwoliło mu potem stwarzać przełomowe projekty w architekturze. Choroby dzieciństwa zadecydowały też o jego późniejszym wegetariańskim i spędzanym na częstych spacerach trybie życia (zalecenia lekarskie). Także w dzieciństwie Gaudí stał się samotnikiem. Potem podczas pracy nie lubił, gdy mu przerywano. Miewał także, już od najmłodszych lat, żywiołowy temperament, ale wyglądał na człowieka pogrążonego we własnym świecie.
Gaudí rozpoczął kształcenie w Reus u Francesca Beranguera, z którego synem długie lata potem współpracował. Następnie, także w Reus, jako jedenastolatek rozpoczął naukę w szkole pijarskiej. Zawdzięczał jej Gaudí, jak sam potem mówił, poznanie prawdziwej wartości nauki chrześcijańskiej, która miała później duży wpływ na jego dzieła. Nie był zbyt dobrym uczniem; wykazywał się raczej jako ilustrator gazetki szkolnej czy preparator dekoracji. Najważniejszym jednak faktem z czasów szkolnych Gaudíego była, stworzona wraz z kolegami, próba zaprojektowania restauracji klasztoru w Poblet.
Dało to Gaudíemu impuls do wyjazdu do Barcelony, gdzie przeniósł się w 1876 roku wraz z ojcem i siostrzenicą (reszta rodziny zmarła). Wcześniej już (1875) osiągnął cel, dla którego przyjechał do stolicy Katalonii i rozpoczął studia w Escula Tecina Superior de Arquitectura. Problemy finansowe ojca (sprzedaż rodzinnego domu) zmusiły Gaudíego do podjęcia pracy. Zarabiał jako asystent barcelońskich architektów: Francisco Villara, Josepa Fontsere i Joana Martorella. Ten ostatni właśnie wprowadził Gaudíego „na salony” architektury. Dzięki nowatorskim projektom i świetnemu rysunkowi otrzymał dyplom w 1878 i podjął pracę zawodową.
Na samym początku pracy w zawodzie, Gaudí brał każde zlecenie (za sprawą Martorella nie narzekał na ich brak). Projektował kioski, bramy wjazdowe, płoty i mury. Jego projekt gabloty dla sklepu fabrykanta rękawiczek, Estevego Comelli, doczekał się premiery na Wystawie Światowej w Paryżu w 1878 roku. Na Wystawie ukazał się także inny projekt Gaudíego – osiedle domków robotniczych dla spółdzielni pracowniczej z Mataró (30 km od Barcelony) – choć nigdy go nie wykonano. Oba te projekty bardzo rozsławiły katalońskiego architekta. W tym czasie też zaprojektował Gaudí dla Barcelony gazowe światła uliczne. Jednak różnice zdań w czasie wykonywania projektu spowodowały zarzucenie przez miasto współpracy z Gaudím na zawsze.
Przełomowym zdarzeniem w życiu Gaudíego okazało się spotkanie z barcelońskim przemysłowcem, Eusebim Güellem, z którym architekt nawiązał przyjaźń. Eusebi Güell docenił sztukę Gaudíego i finansował wykonanie bardzo wielu jego projektów aż do 1918 roku. Gaudí stworzył dla niego szereg budynków, wśród nich pawilon myśliwski i kościół. W tym czasie projektował też dla innych katalońskich przedsiębiorców, a także dla Kościoła (pałac biskupi w Astordze i budynki dla zakonu św. Teresy). Wykonał on w sumie około 20 poważniejszych projektów, przeważnie w Barcelonie i nieopodal niej.
W 1883 Gaudí przejął zlecenie budowy świątyni pokutnej Sagrada Familia, ale do 1914 roku niespecjalnie nad nią pracował. Co ciekawsze miał on tylko skończyć gotowy projekt Francisco Villara. Po 1914 Gaudí poświęcił się zupełnie świątyni, jak sam określał, może nie ostatniej zbudowanej, lecz zapewne pierwszej z nowej generacji. Zamieszkał nawet na terenie budowli, a po śmierci został, zgodnie ze swym życzeniem, w niej pochowany.
Gaudí zmarł w Barcelonie 10 czerwca 1926 roku w wyniku obrażeń doznanych trzy dni wcześniej, gdy potrącił go tramwaj.

## Sztuka i styl

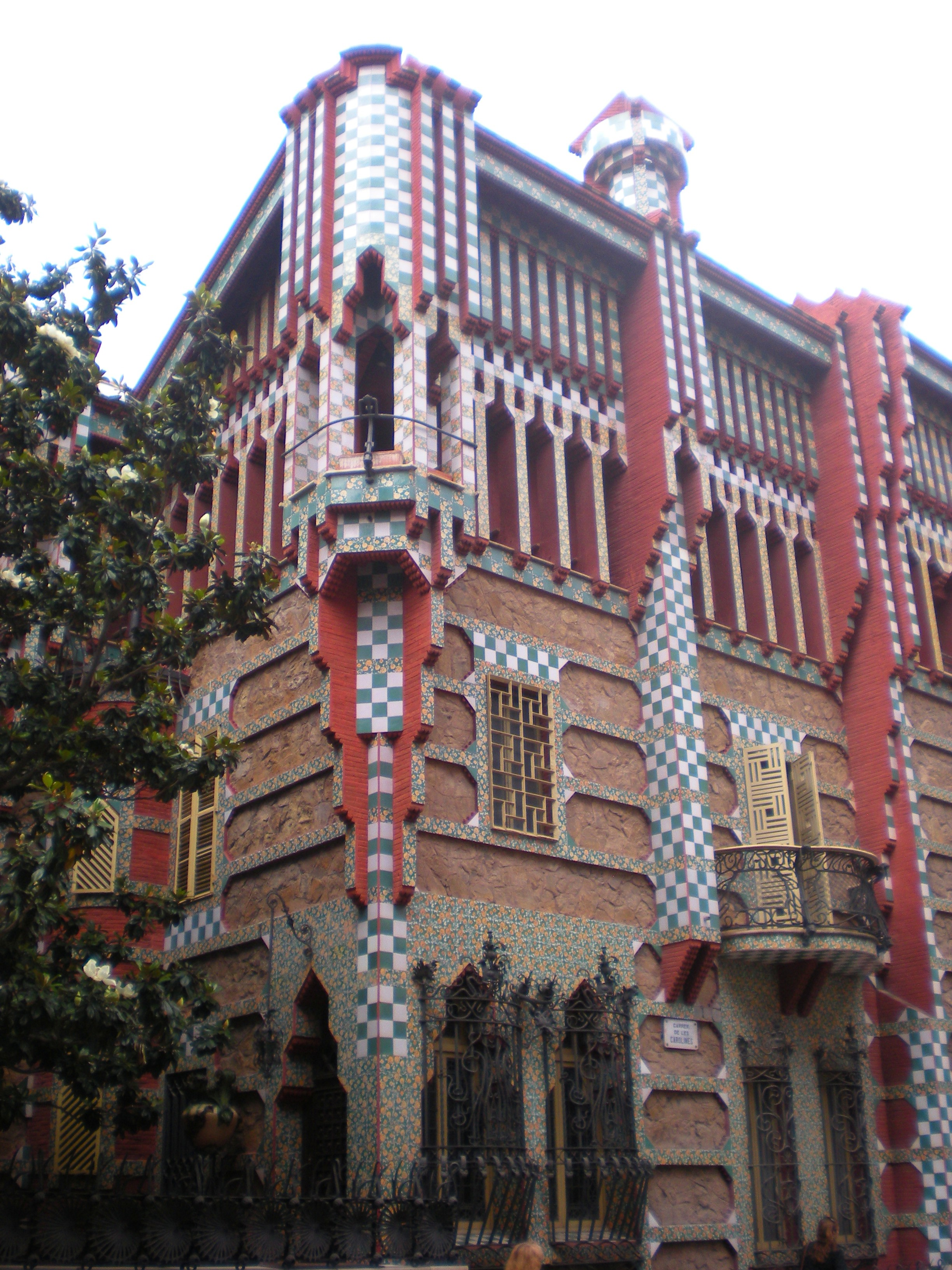
Casa Vicens

Architekt w pierwszych swych dziełach zgodnie z duchem epoki czerpał z neogotyku (inspirowanym projektami francuskiego architekta, Eugène’a Viollet-le-Duca). W związku z tym projektował budynki o rysach gotycko-mauretańskich (te style krzyżowały się w Hiszpanii często). Za manifest Gaudiego należy uznać Casa Vicens w Barcelonie (1883–1888), dom dla bogatego przedsiębiorcy Manuela Vicensa. Widać w tym przykładzie zapowiedź nowego stylu, który już wkrótce Gaudí wypracował.
Styl Gaudiego był bardzo rzeźbiarski oraz secesyjny. Wykorzystywał łuki paraboliczne, fantastyczne formy i zawiłe desenie oraz organiczne kształty podpatrywane w przyrodzie. Nawiązywał niekiedy do płynności podwodnego świata. Dziś jest uważany za prekursora architektury biomorficznej.

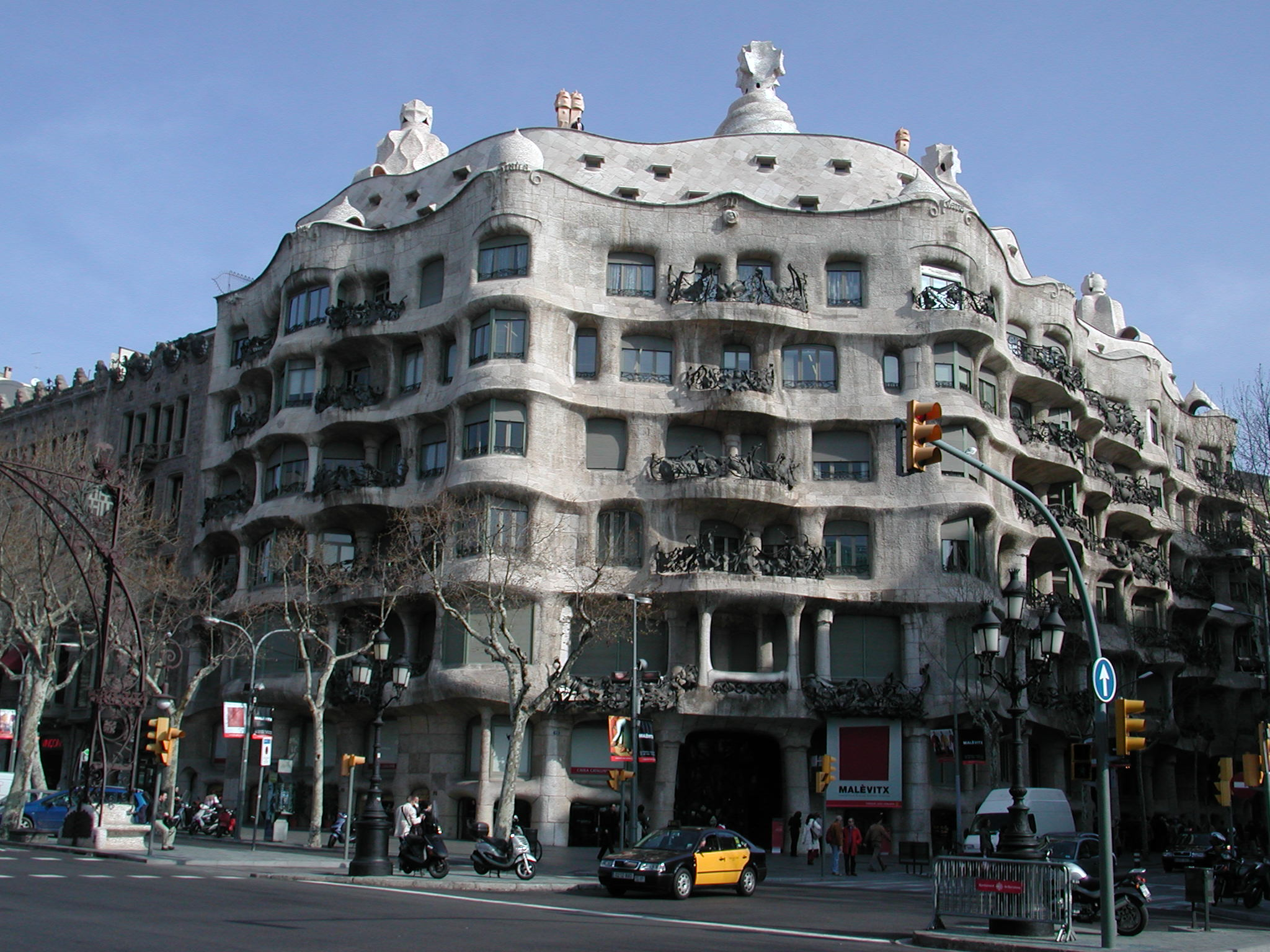
Casa Milà

Z narastaniem doświadczenia Gaudí zaczął mocniej eksperymentować w projektach. Wykorzystywał regułę równowagi krzywej łańcuchowej, tworząc model przestrzenny budynku i badając na nim siły grawitacji. Testował przy tym wytrzymałość różnych materiałów (bazalt, granit). Eksperymentował także z różnymi rodzajami oświetlenia. Dla osiągnięcia ciekawszego efektu używał do projektowania luster, fotografii. Odwoływał się także do geometrii innej niż Euklidesa. Do zdobienia powierzchni wykorzystywał kataloński styl mozaiki trencadis. Z tego okresu pochodzą dzieła uważane za najdojrzalsze, np. Colonia Güell, Casa Milà czy Sagrada Familia.
Gaudí miał wielu krytyków wśród społeczeństwa i prasy. Koło sztuki, jaką uprawiał, nie sposób było przejść obojętnie. Jeden z ówczesnych filozofów, Francesc Pujols, określił to następująco: W pracach Gaudíego zdumiewało to, że choć nikogo nie zachwycały, jednak nikt nie ośmielił się powiedzieć tego wprost, ponieważ jego styl sam się broni.
Pod względem poglądów politycznych był katalońskim nacjonalistą. W swych budowlach nawiązywał do tradycji katalońskiej (szczególnie do gotyku), często umieszczał też symbole, manifestujące przynależność katalońską. Zdarzyło się nawet, że został aresztowany za odpowiadanie policjantowi po katalońsku (a mówił tylko w tym języku, nawet w obecności króla Alfonsa XIII) w czasach, w których władze uważały to za nielegalne.
Wśród wielu niezrealizowanych prac Gaudí pozostawił projekt drapacza chmur – hotelu Attraction w Nowym Jorku. Za kontynuatora architektonicznych idei Gaudiego uznać można wiedeńskiego architekta Friedensreicha Hundertwassera.

## Uhonorowanie i nawiązania
Od roku 1992 trwa proces beatyfikacyjny Gaudíego. Zebrano wiele świadectw pobożności architekta, ale wyrok poprzedzony być musi długą i staranną analizą materiału. W 2025 papież Franciszek uznał heroiczność cnót Gaudíego, przyznając mu tym samym tytuł Czcigodnego Sługi Bożego.
Rok 2002 – w 150 lat po urodzeniu artysty – został ogłoszony przez władze Barcelony międzynarodowym rokiem Gaudíego. W związku z tym powstało wiele opracowań i przewodników dla lepszego poznania tego architekta.
W 1987 Gaudiemu zadedykował swą płytę zespół Alan Parsons Project i zatytułował ją „Gaudi”.

## Główne dzieła
chronologicznie wg roku rozpoczęcia budowy:
- Villa Qiujano, 1883–1885
- Casa Vicens, 1883–1888
- El Capricho w Comillas, 1883–1889
- Sagrada Família, 1883–1926
- Finca Güell, 1884–1887
- Pałac Güell, 1886–1888
- Colegio teresiano (część zakonu św. Teresy), 1888–1889
- Pałac biskupi w Astordze, 1889–1893
- Colegi de Santa Maria de Jesús, 1889–1894
- Casa de los botines w León, 1892–1893
- Bodegas Güell, 1895
- Casa Calvet, 1898–1900
- Bellesguard, 1900–1909
- Park Güell, 1900–1914
- Finca Miralles, 1901–1902
- renowacja katedry w Palma de Mallorca, 1903–1914
- Casa Batlló, 1904–1906
- ogrody Artigas w La Pobla de Lillet, 1905
- Casa Milà (La Pedrera), 1906–1910
- krypta w Colonia Güell, 1908–1916